# المركز الإقليمي للاتصالات
المركز الإقليمي للاتصالات هو مركز بيئي ومرصد جوي تابع للهيئة العامة للأرصاد وحماية البيئة. يقع المركز في مدينة جدة في المملكة العربية السعودية. تكمن مسؤولية المركز الإقليمي للاتصالات بجدة حسب توزيع المنظمة العالمية للأرصاد مسؤلية تامة عن إمداد جميع الدول في منطقة إقليم اثنين، وتحديدا الدول الواقعة في منطقة الخليج العربي واليمن بالمعلومات التالية : Met-data، raw data، aeranatical data، ولتسهيل إمداد الأعضاء المستفيدين من هذه المعلومات يقوم مركز جدة الإقليمي بأعداد وتجهيز وإرسال جميع المعلومات حسب احتياج كل دولة على حدة كما يقوم المركز بإرسال جميع معلومات هذه الدول الأعضاء الي الدوائر الدولية.

## خدمات المركز
يقدم المركز نوعين من خدمات نظام توزيع معلومات الملاحة الجوية بالأقمار الصناعية هما:
- خدمات الإذاعة: تقوم بتوزيع التنبؤات التي يعدها النظام العالمي لتنبؤات المنطقة عن الرياح ودرجات الحرارة في الطبقات العليا بالشفرة الثنائية الشبكية بما في ذلك التكرار المنتظم لمجموعة البيانات الكاملة، وتوزيع التنبؤات التي يعدها النظام العالمي لتنبؤات المنطقة عن الرياح ودرجات الحرارة في الطبقات العليا على شكل خريطة قابلة للإرسال بالفاكس، وتوزيع التنبؤات التي يعدها النظام العالمي لتنبؤات المنطقة عن الرياح ودرجات الحرارة الخطيرة على شكل خريطة رقمية قابلة للإرسال بالفاكس، وتوزيع التنبؤات التي يعدها النظام العالمي لتنبؤات المنطقة عن الظواهر الجوية الخطيرة بالشكل العددي الذي حددته الايكاو، وتوزيع معلومات الأرصاد الجوية التشغيلية على شكل أحرف وارقام.
- خدمات تجميع المعلومات: تقوم الخدمة بتجميع المعلومات ذات الصلة بنشرة الأرصاد الجوية التشغيلية، وباستخدام القناة ذات الاتجاهين من الدول وفقا للشروط المعتمدة التي حددتها المجموعات الإقليمية للتخطيط والتنفيذ، وتقوم الخدمة أيضا بتجميع ومراقبة وإعادة إرسال جميع النشرات الارصادية المنصوص عليها في بروتوكول المنظمة للدول التابعة للإقليم رقم الثاني (الخليج العربي واليمن) ومراقبة معلومات القرن الأفريقي، وتنفيذ وتطبيق ومراقبة جميع تعليمات المنظمة فيما يخص البروتوكولات الخاصة بتحديث النشرات الأرصادية ومراقبة الدول التابعة للإقليم، وتبادل المعلومات الارصادية مع جميع دول العالم.